# Oradour-sur-Vayres
Oradour-sur-Vayres település Franciaországban, Haute-Vienne megyében. Lakosainak száma 1602 fő (2022. január 1.). Oradour-sur-Vayres Saint-Laurent-sur-Gorre, Champagnac-la-Rivière, Cussac, Saint-Auvent, Saint-Bazile és Vayres községekkel határos.

## Népesség
A település népességének változása:
| Lakosok száma | 1540 | 1522 | 1541 | 1500 | 1490 | 1490 | 1527 | 1564 | 1602 |
|               | 2013 | 2015 | 2016 | 2017 | 2018 | 2019 | 2020 | 2021 | 2022 |